# Schloss Saint-Germain-en-Laye

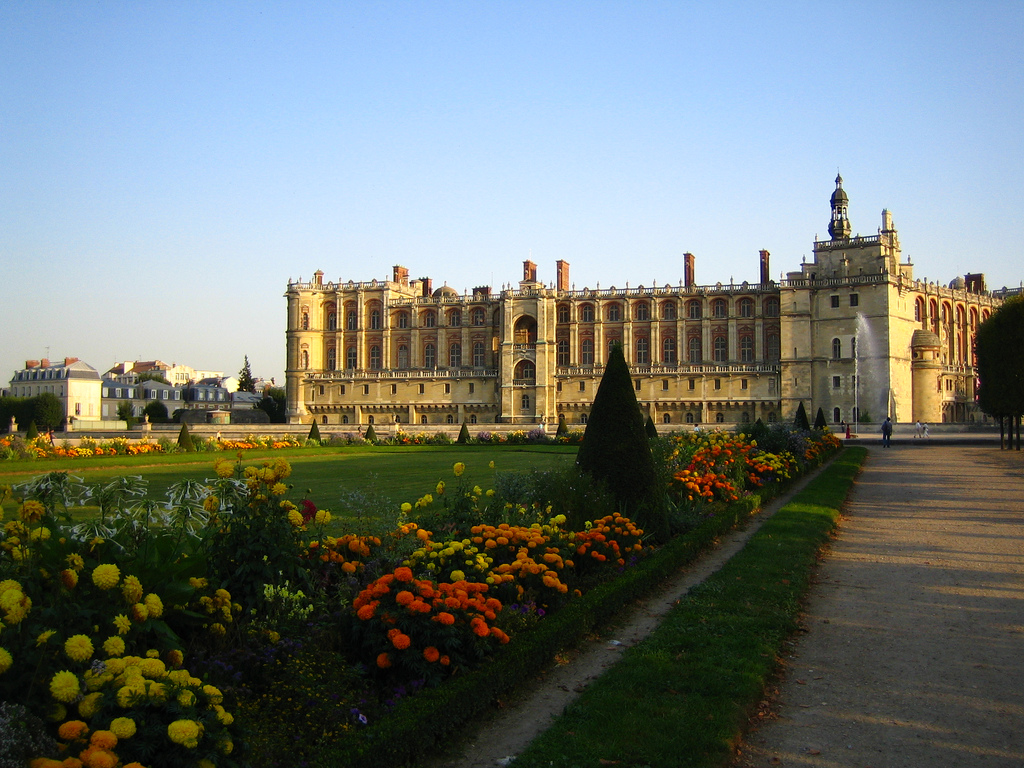
Schloss Saint-Germain-en-Laye von Nordwesten (2006)

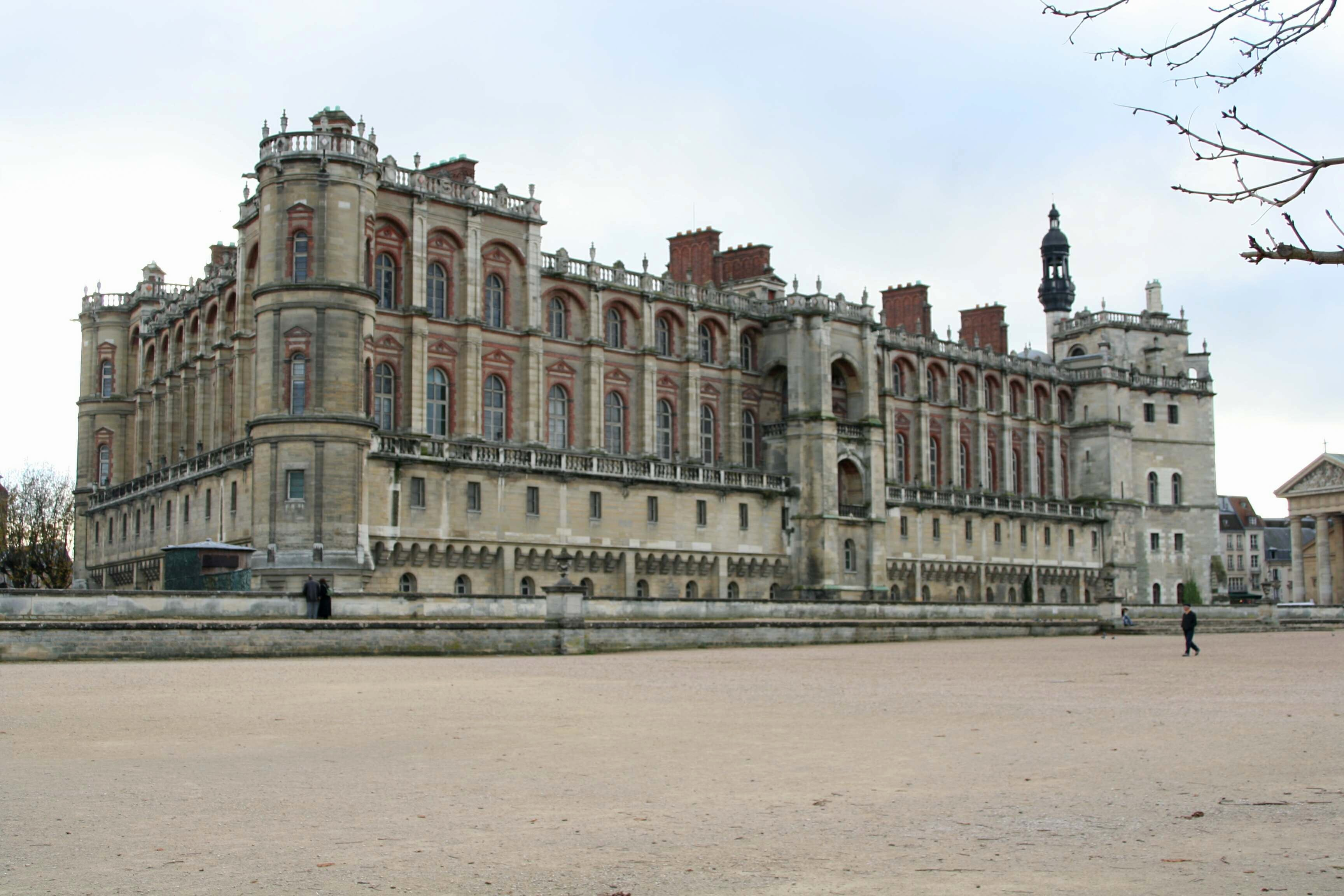

Das Schloss Saint-Germain-en-Laye [sɛ̃ ʒɛʁmɛ̃ ɑ̃ lɛ] ist eine Schlossanlage in der französischen Stadt Saint-Germain-en-Laye im Département Yvelines, etwa 19 Kilometer westlich von Paris. Seit seiner Errichtung als Burg im 13. Jahrhundert diente es bis in das 17. Jahrhundert als Residenz der französischen Könige, ehe Ludwig XIV. 1682 mit seinem Hof nach Versailles umzog.
Die seit 1862 als Monument historique eingetragene Anlage beherbergt heute das Musée d’Archéologie Nationale.

## Beschreibung
Die Schlossanlage erhebt sich auf einer Anhöhe entlang der Seine. Sie besteht aus dem sogenannten Château vieux (deutsch: Altes Schloss), wenigen Resten des Château neuf (deutsch: Neues Schloss) und einem Barockgarten, dem sich der Forêt Domaniale de Saint-Germain-en-Laye anschließt. Mit 3533 Hektar Grundfläche ist dies das zweitgrößte Waldgebiet Yvelines’.

### Château vieux

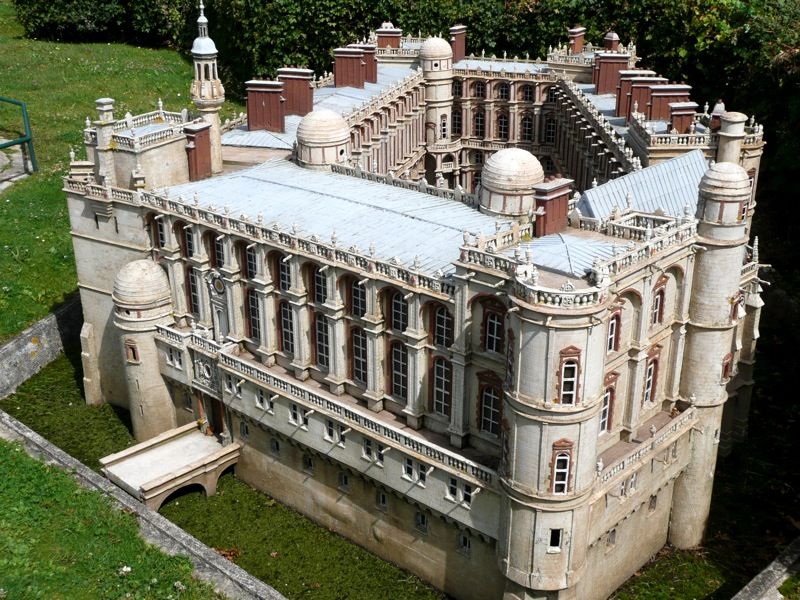
Modell des Alten Schlosses

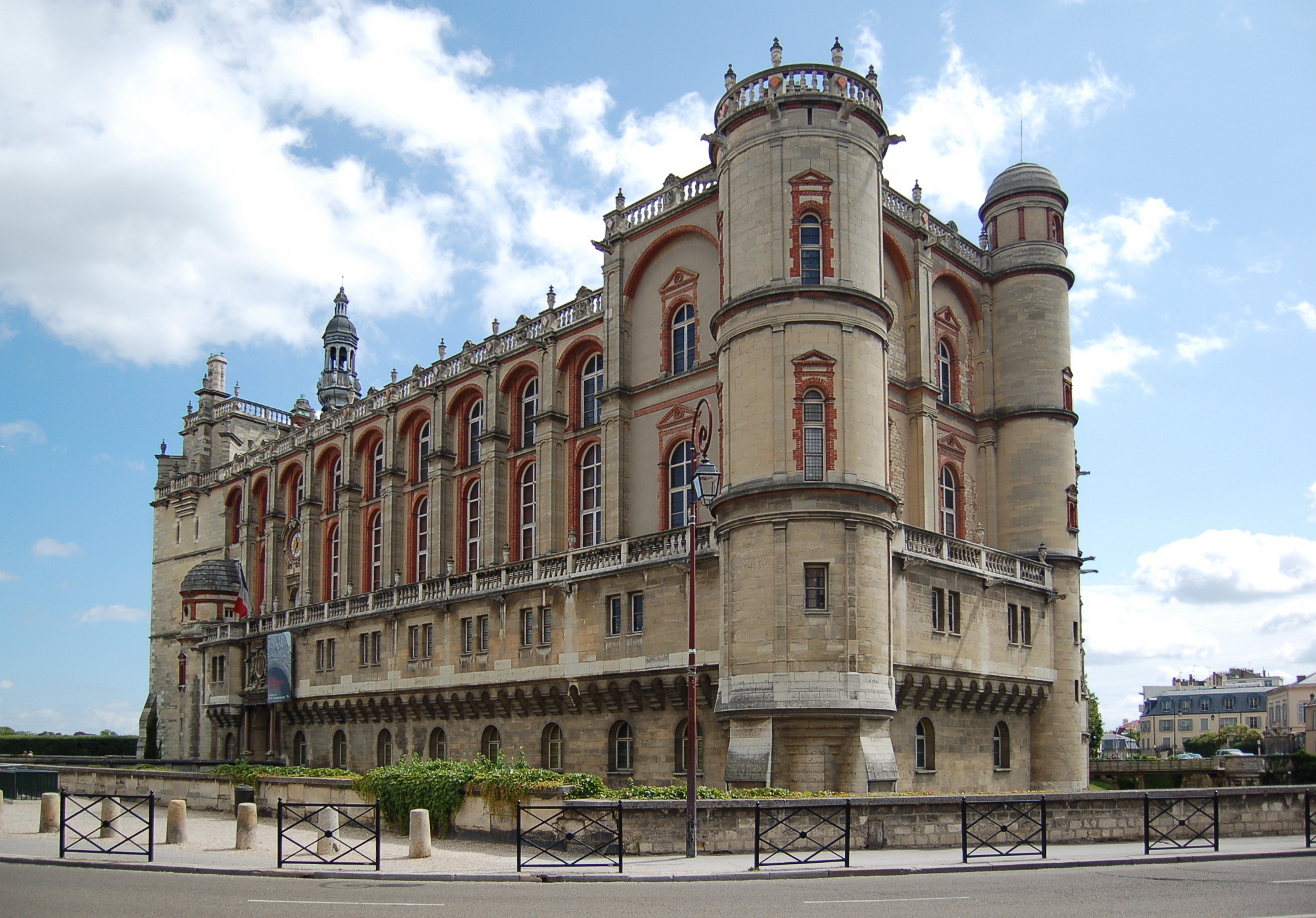
Südwest-Ansicht des Château vieux

Das Château vieux im Stil der Renaissance besitzt einen unregelmäßigen, fünfeckigen Grundriss und ist von einem breiten, trockengelegten Graben umgeben. Als Baumaterial kamen Kalksteinquader und Backstein zum Einsatz. Sein Dach ist mit Schieferschindeln gedeckt und weist an einigen Stellen italienische Dekorformen wie Terrassen und Balustraden auf.
Die dreistöckigen Flügel des Gebäudes umschließen einen Innenhof, der in drei seiner Ecken runde Treppentürme besitzt. Die nordwestliche Ecke des Schlosses bildet ein viereckiger Donjon aus dem 13. Jahrhundert, der baulich in den später entstandenen Baukörper integriert wurde. Ihm schließt sich östlich die Chapelle Saint-Louis an, eine gotische Kapelle, welche die älteste Bausubstanz der Anlage beinhaltet. Sie besitzt einen 24 × 10 Meter messenden Grundriss und ist unter ihrem Gewölbe, das von schmalen Säulen getragen wird, 17 Meter hoch.
Im ersten Stock des Château vieux befanden sich früher die Appartements der königlichen Familie. Die Gemächer des Königs fanden sich im östlichen Teil des Nordflügels. An sie grenzten die Zimmer der Königin, die im nördlichen Teil des Ostflügels untergebracht waren. Die Räume der Prinzen und Prinzessinnen befanden sich im südlichen Schlossflügel.
Der Westflügel weist einen der größten Räume des Schlosses auf: den Ball- bzw. Festsaal, heute Salle de Mars genannt. Er besitzt eine Grundfläche von etwa 40 × 12 Metern. An seiner nördlichen Stirnseite steht ein monumentaler Kamin aus roten Backsteinen mit dem Emblem Franz’ I., dem Salamander.

### Château neuf

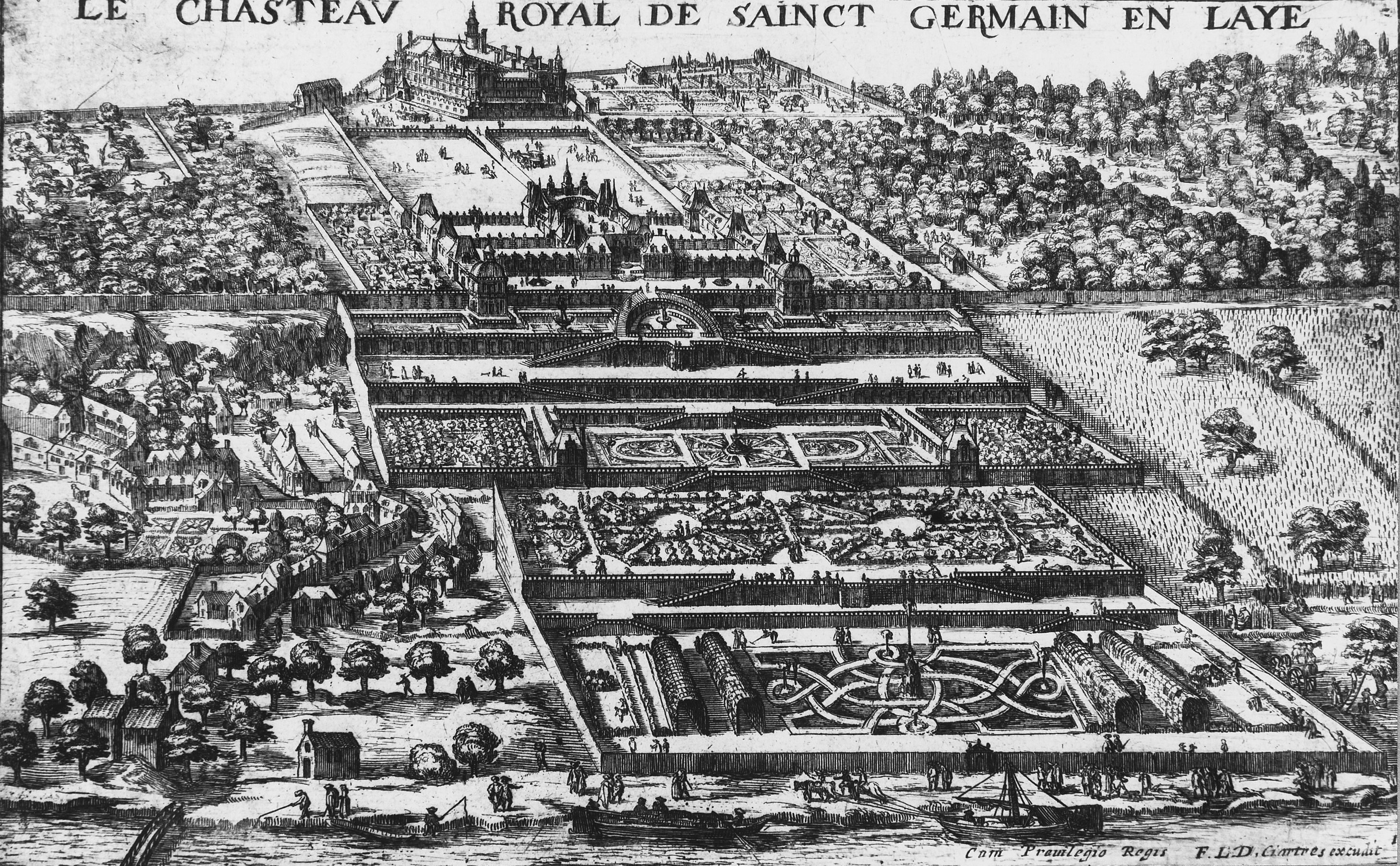
Le Chasteau Royal de Sainct Germain en Laye, Stich, nach 1570, mit dem 1777 abgerissenen Château neuf im Vordergrund.

Das Château neuf war eine im Auftrag von Heinrich II. östlich des Château vieux errichtete und unter Heinrich IV. vergrößerte zweite Schloss- und Gartenanlage in Saint-Germain-en-Laye. Der Herzog von Artois, künftiger König Karl X. ließ den heruntergekommenen Bau im Jahr 1777 abreißen, verzichtete später aber, aufgrund fehlender finanzieller Mittel, auf den damals geplanten Neubau. Von der Anlage des Château neuf sind heute nur noch die oberste Gartenterrasse mitsamt ihrer Stützmauer, die in diese Mauer eingelassenen künstlichen Grotten und der kleine sogenannte Pavillon Henri IV erhalten.
Der Pavillon Henri IV, ein im frühen klassizistischen Barockstil mit Eckquaderung und polygonaler Haube ausgeführter kleiner Backsteinbau, beherbergte früher im unteren Geschoss eine der vorgenannten, mit Muschelwerk ausgestalteten Grotten, im oberen das frühere Oratorium Heinrichs IV. Ein Unternehmer namens Planté kaufte den in sehr schlechtem Zustand befindlichen, seit 1825 als Wohnhaus dienenden Pavillon im Jahr 1833, musste ihn aber, als er in Konkurs ging, gemeinsam mit dem inzwischen nahtlos daran angebauten klassizistischen Gebäude wieder verkaufen. Nächster Eigentümer war die Eisenbahngesellschaft Compagnie des chemins de fer de l’ouest. Heute befindet sich in dem Pavillon und in dem angrenzenden Gebäude ein Hotel- und Gaststättenbetrieb der gehobenen Kategorie.
Der sogenannte Pavillon de la Reine, manchmal fälschlicherweise ebenfalls als Château neuf bezeichnet, wurde erst im 19. Jahrhundert errichtet. Das Gebäude erhielt seine Bezeichnung aufgrund eines ehemaligen Pavillons gleichen Namens, der an diesem Platz bis in das 18. Jahrhundert stand. Auf dem zum Gebäude gehörigen Gelände finden sich heute noch einige Reste des ehemaligen Schlosses.
Unter ihm steht östlich davon der Pavillon de Sully. Das Gebäude wurde 1851 von Joseph Victor Ferdinand Sénateur Goupil, einem Vorfahren des Sammlers Eugène Goupil und des Künstlers Jean Charlot, erworben. Er züchtete dort ab 1853 aus dem Gebiet des einstigen Tacuba importierte Agavenpflanzen. Der Pavillon diente längere Zeit als Gärtnerhaus und trägt seinen heutigen Namen nur fälschlicherweise.

### Park und Gärten
Die Schlossgärten gehen auf Pläne des französischen Landschaftsgestalters André Le Nôtre aus dem 17. Jahrhundert zurück. Die einstigen, in mehreren aufwändig gestalteten Terrassen zur Seine abfallenden Gärten des Château neuf sind heutzutage aber vollkommen verschwunden.

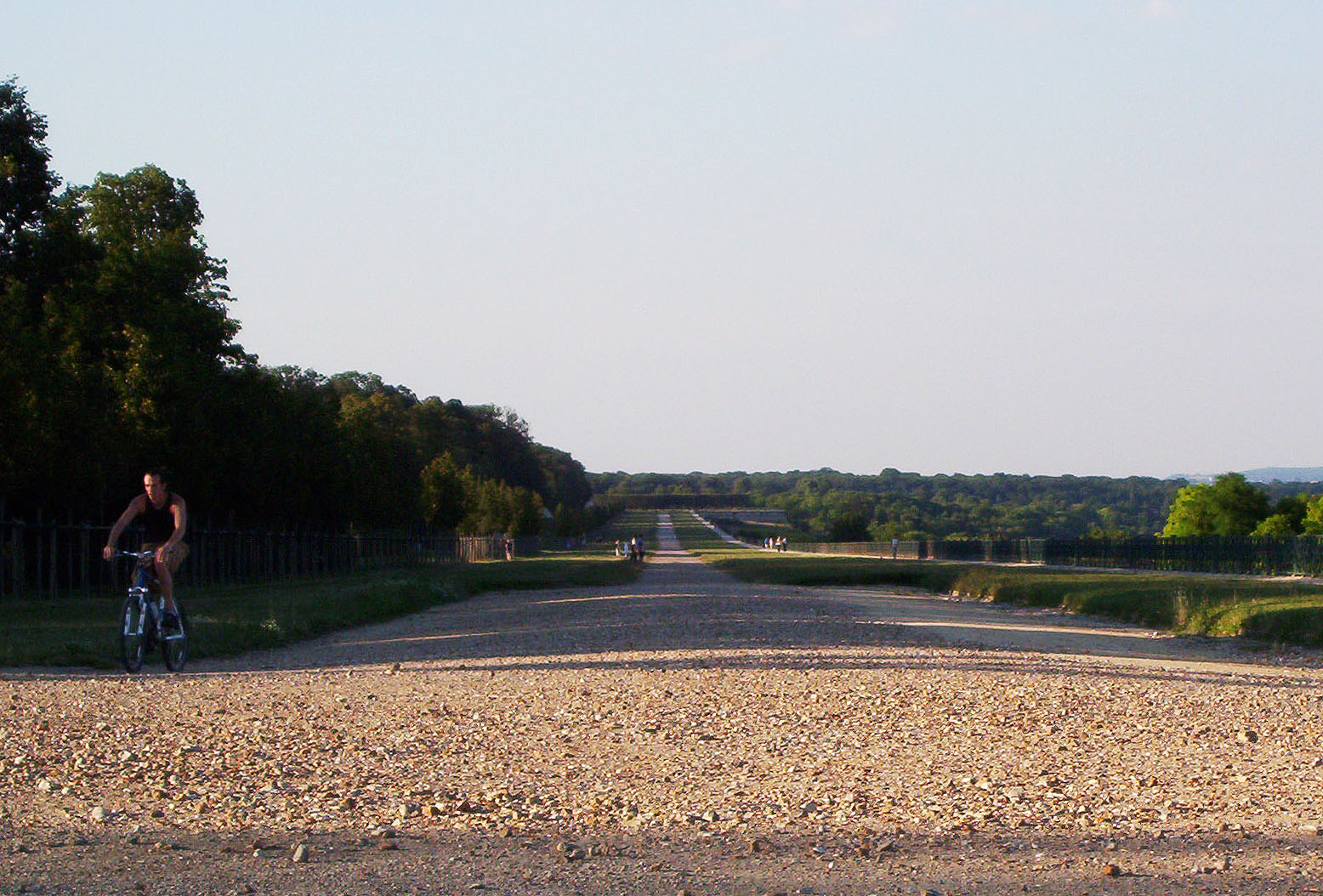
Die Grande Terrasse (2003)

Nördlich des Château vieux liegen drei Gartenparterres im barocken Stil. Das westliche Grand parterre bildet gemeinsam mit einer sich nördlich daran anschließenden langen Allee eine der heutigen drei Achsen der Anlage. Den östlichen Teil der Barockgärten bildet der sogenannte Jardin de la Dauphine, der ehemals auch Boulingrin genannt wurde. Bei ihm handelt es sich um einen symmetrisch angelegten Garten mit Lindenalleen. Einen Übergang vom Grand parterre zum Jardin de la Dauphine bildet das Parterre en bials.
Der Jardin de la Dauphine endet im Osten an der Petite Terrasse, einer 500 Meter langen zur Seine hin gelegenen Terrasse ohne Bewuchs, die im Norden von einem Rondell abgeschlossen wird. Diesem schließt sich in nordöstlicher Richtung die 2,2 Kilometer lange und 35 Meter breite Grande Terrasse an. Die mit Rasen und erst vor wenigen Jahren wieder mit jungen Linden bepflanzte Terrasse besitzt Seine-seitig ein schmiedeeisernes Geländer, das dort in den Jahren von 1857 bis 1871 installiert wurde. Die Grande Terrasse bietet dem Besucher einen Blick über das Tal der Seine bis nach Paris. Sie endet im Norden wieder in einem Rondell, das jedoch von einer achteckigen Mauer umgeben ist und deshalb Octogone genannt wird. Westlich der Grande Terrasse liegt ein Teil des Forêt domaniale de Saint-Germain-en-Laye, der auch Petit Parc genannt wird. Sein südlichster, etwa drei Hektar großer Teil, der an die barocken Gartenparterres grenzt, ist als englischer Landschaftsgarten gestaltet.

## Geschichte

### Die Anfänge

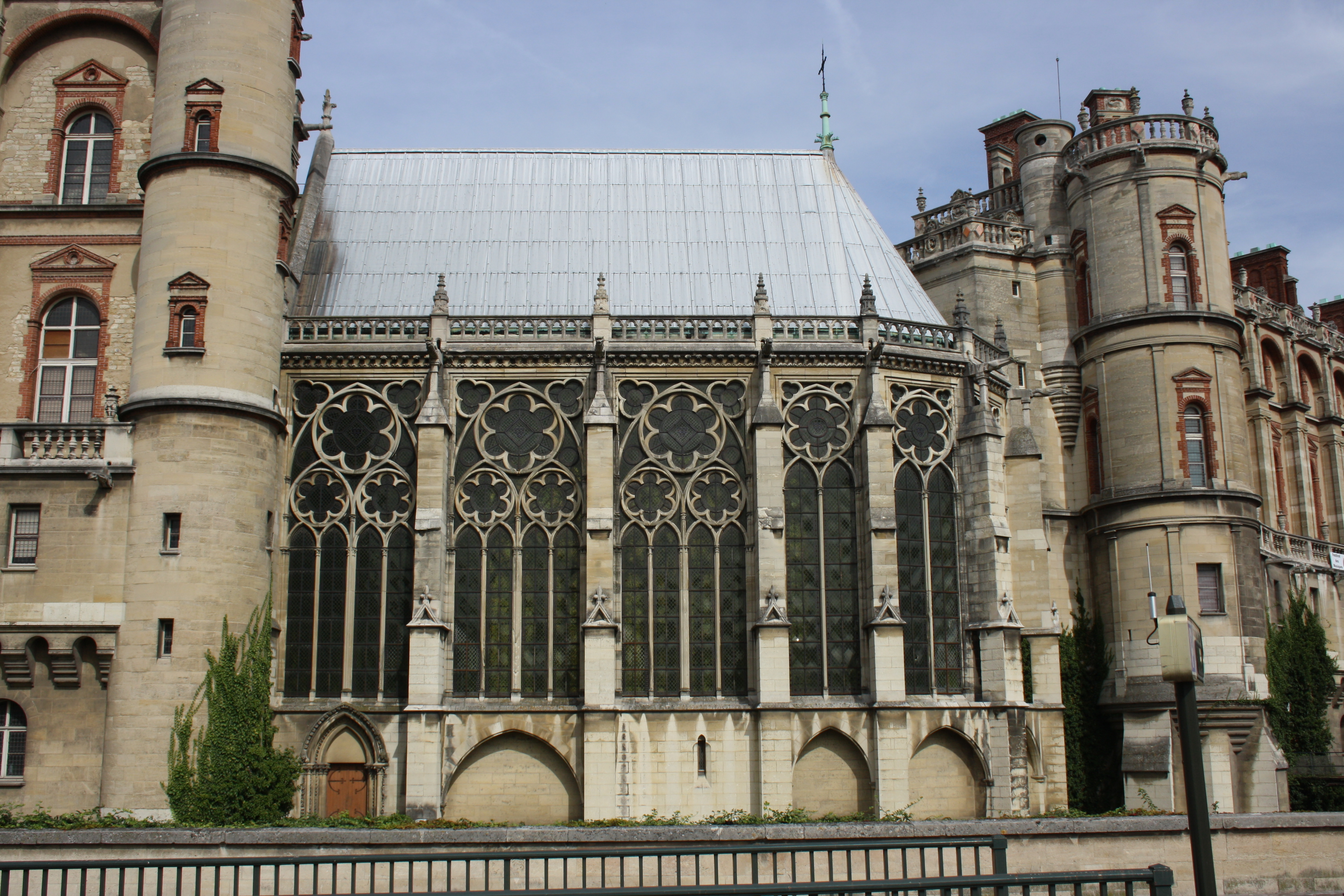
Die Chapelle Saint-Louis wurde zwischen 1230 und 1238 errichtet

Ludwig VI. ließ um 1122 eine erste wehrhafte Burg an diesem Ort errichten, die 1124 unter dem Namen Grand Châtelet erstmals urkundlich erwähnt wurde. König Philippe Auguste ließ in dem von einer Ringmauer umschlossenen Areal 1223 einen ersten Kapellenbau ergänzen, von dem heute jedoch keine Spuren mehr vorhanden sind.
Ludwig der Heilige erweiterte die Anlage durch das sogenannte Petit Châtelet und eine Kapelle, die nach ihrem Erbauer heute Chapelle Saint-Louis genannt wird. Ihre Errichtungszeit fiel in die Jahre zwischen 1230 und 1238. Als Baumeister der Kapelle wird wegen architektonischer Ähnlichkeiten mit der Sainte-Chapelle in Paris Pierre de Montreuil vermutet.
Während des Hundertjährigen Krieges fiel die Burg in die Hände englischer Truppen unter der Führung des Schwarzen Prinzen, Edward of Woodstock. Der ließ die Anlage am 15. August 1346 niederbrennen. Nur die Kapelle blieb von dem Feuer verschont. Karl V. ließ daraufhin die Ruinen abtragen und auf ihren Fundamenten von 1364 bis 1367 eine neue Burg errichten, deren Form den Verlauf der einstigen Ringmauer nachzeichnete. Der mit dem Wiederaufbau beauftragte Architekt war Raymond du Temple. Nachdem die Gebäude errichtet waren, wurden sie mit einem breiten Wassergraben gesichert. Im viereckigen Donjon, der die südwestliche Ecke der Anlage bildete, richtete Karl V. sein königliches Studierzimmer ein.

### Umbau desChâteau vieux
Nachdem die Burganlage 1420 erneut von englischen Truppen besetzt und im Jahr 1440 durch den Connétable de Richemont für die Franzosen zurückerobert worden war, befand sie sich in einem heruntergekommenen Zustand. König Franz I. ließ die ramponierten Gebäude während seiner Regierungszeit wiederherstellen und im Stil der Renaissance zu einem Schloss umbauen. Leitender Baumeister für die Arbeiten, die in der Zeit von September 1539 bis 1549 stattfanden, war anfangs Pierre Chambiges, nach dessen Plänen das Gebäude um zwei Stockwerke erhöht wurde. Die Arbeiten wurden nach seinem Tod 1544 unter Chambiges’ Schwiegersohn Guillaume Guillain und Jean Langlois fortgesetzt. Franz I. erlebte die Fertigstellung des Umbaus nicht mehr. Zum Zeitpunkt seines Todes fehlte dem Ballsaal des Schlosses (heute Salle du Mars genannt) noch das Dach. Erst unter Franz’ Nachfolger Heinrich II. kamen die Umbauarbeiten zu einem Ende. Der Saal wurde am 19. Mai 1549 bei einem Bankett Heinrichs II. anlässlich der Taufe seines Sohnes Ludwig eingeweiht. Doch das Ereignis stand wohl unter keinem guten Stern, denn Ludwig starb nur wenige Monate später im Jahr 1550, und Heinrich ließ den Ballsaal zu einem Theater umbauen, das anschließend den Namen Salle de Comédies trug.

### Bau des Château neuf
Heinrich II. führte aber nicht nur das Vorhaben seines Vorgängers zu Ende, sondern startete in Saint-Germain-en-Laye ein eigenes, ehrgeiziges Bauvorhaben. Am 11. Februar 1556 unterschrieb der Architekt Philibert de l’Orme einen Vertrag zum Bau eines neuen Schlosses östlich der bisherigen Anlage. Der Bau sollte später unter dem Namen Château neuf in die Geschichte eingehen. De l’Orme baute von 1557 bis 1559 einen viereckigen und symmetrisch gestalteten Pavillon, der den Namen Maison du Théâtre et de Baignerie trug. Dies wurde der zentrale Baukörper eines Schlosses, das durch ständige Erweiterungen enorme Ausmaße annahm.
Während das Château neuf beständig wuchs, wurde auch die alte Schlossanlage – ab diesem Zeitpunkt Château vieux genannt – vervollständigt. 1559 besaß es auf seinen mehreren Stockwerken insgesamt eine Grundfläche von etwa 8000 Quadratmetern. Diese beinhalteten 55 Appartements, den Salle de Mars, sieben Kapellen, eine Küche und ein Gefängnis, das sich im Keller des alten Donjons befand.

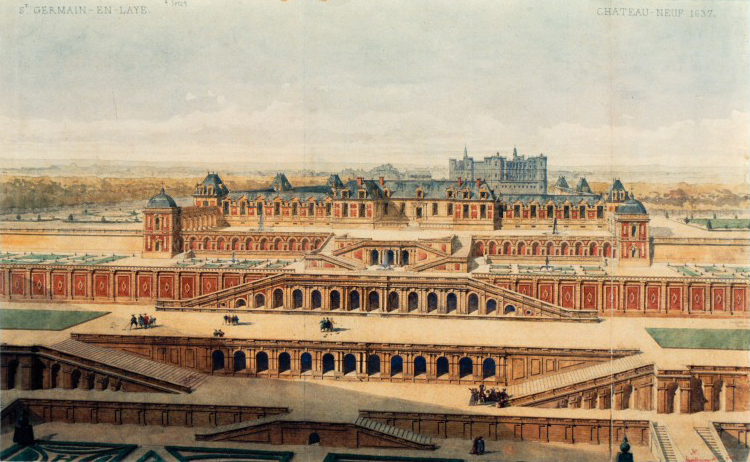
Das Château neuf 1637 auf einer Zeichnung von Auguste Alexandre Guillaumot

Die Erweiterung des Château neuf wurde mit dem Tod Heinrichs II. unterbrochen. Die Bauarbeiten wurden erst 1567 unter Leitung des Architekten Francesco Primaticcio, auch Le Primatice genannt, fortgeführt. 1570 wurde im Schloss der Frieden von Saint-Germain geschlossen und beendete offiziell den Dritten Hugenottenkrieg. Ab jenem Jahr wurden unter der Leitung des Landschaftsarchitekten Étienne Dupérac und des Gärtners Claude Mollet östlich des Château neuf terrassierte Gartenanlagen angelegt. Ihre Aufwändigkeit und die Größe der Terrassen, die bis hinunter zur Seine reichten, machten das Château neuf in ganz Frankreich bekannt. Drei große und mehrere kleine Terrassengärten waren über Treppenanlagen und/oder Rampen miteinander verbunden. Besonders von sich reden machten die sogenannten Grottes, die von den beiden Florentiner Ingenieuren Tommaso Francini und seinem Bruder Alessandro entworfen worden waren. Es handelte sich um höhlenartige, künstlich gemauerte Nischen, in denen kleine Brunnenanlagen oder steinerne Götterstatuen standen und um Automaten, d. h. künstlichen, vom Wasserdruck angetriebenen Personen wie der Orgel spielenden Demoiselle in der Grotte des Orgues (Grotte der Orgeln). Die unterste, fast direkt an die Seine grenzende Gartenterrasse besaß in etwa eine Größe von 219 × 161 Metern. Die darüber liegende, mittlere Terrasse war ungefähr 219 × 97 Meter groß, während die obere Terrasse – in drei Partien geteilt – Ausmaße von 78 Meter Tiefe und fast 350 Meter Länge besaß. Die Arbeiten zu den barocken Gartenterrassen wurden um 1603 unter Heinrich IV. abgeschlossen, wobei bisher unklar ist, ob die unterste Terrasse jemals vollständig ausgestaltet wurde. Nach ihrer Fertigstellung gehörten auch vier Pavillons zu den Gartenanlagen: der Pavillon du Roi, der Pavillon de la Reine, der Pavillon d’Henri IV und der Pavillon de Sully. Das von Delorme begonnene und von Primaticcio fortgeführte architektonische Werk am neuen Hauptschloss wurde nach Primaticcios Tod 1570 von Louis Métezeau und Baptiste Androuet du Cerceau zu Ende geführt.

### Das goldene Zeitalter
Nach dem Tod Ludwigs XIII. wurde das Château neuf nicht mehr genutzt und verfiel allmählich. Erst mit Ludwig XIV., der dort geboren und in der Chapelle Saint-Louis getauft wurde, kam wieder höfisches Leben nach Saint-Germain-en-Laye. Er machte das Alte Schloss von 1661 bis 1682 zu seiner Hauptresidenz, während das Neue Schloss seinem Bruder, Philippe I. d’Orléans, sowie Gästen und Hofleuten als Unterkunft diente. Das Château neuf war in Ludwigs Regierungszeit baulich aber schon in einem sehr schlechten Zustand. 1660 war bereits eine der Stützmauern der Terrassengärten eingestürzt und hatte zwei der Terrassen teilweise zerstört. Da Ludwigs Herz ehedem mehr an dem Château vieux hing, überließ er das neue Schloss seinem Schicksal und gab stattdessen die Renovierung der Appartements im Château vieux in Auftrag, nachdem er bereits 1663 die Anlage des Grand Parterre initiiert hatte. In der Zeit von 1664 bis 1690 gab der König insgesamt 6.485.562 Livres für Reparaturen und Verschönerungen am Gebäude aus.

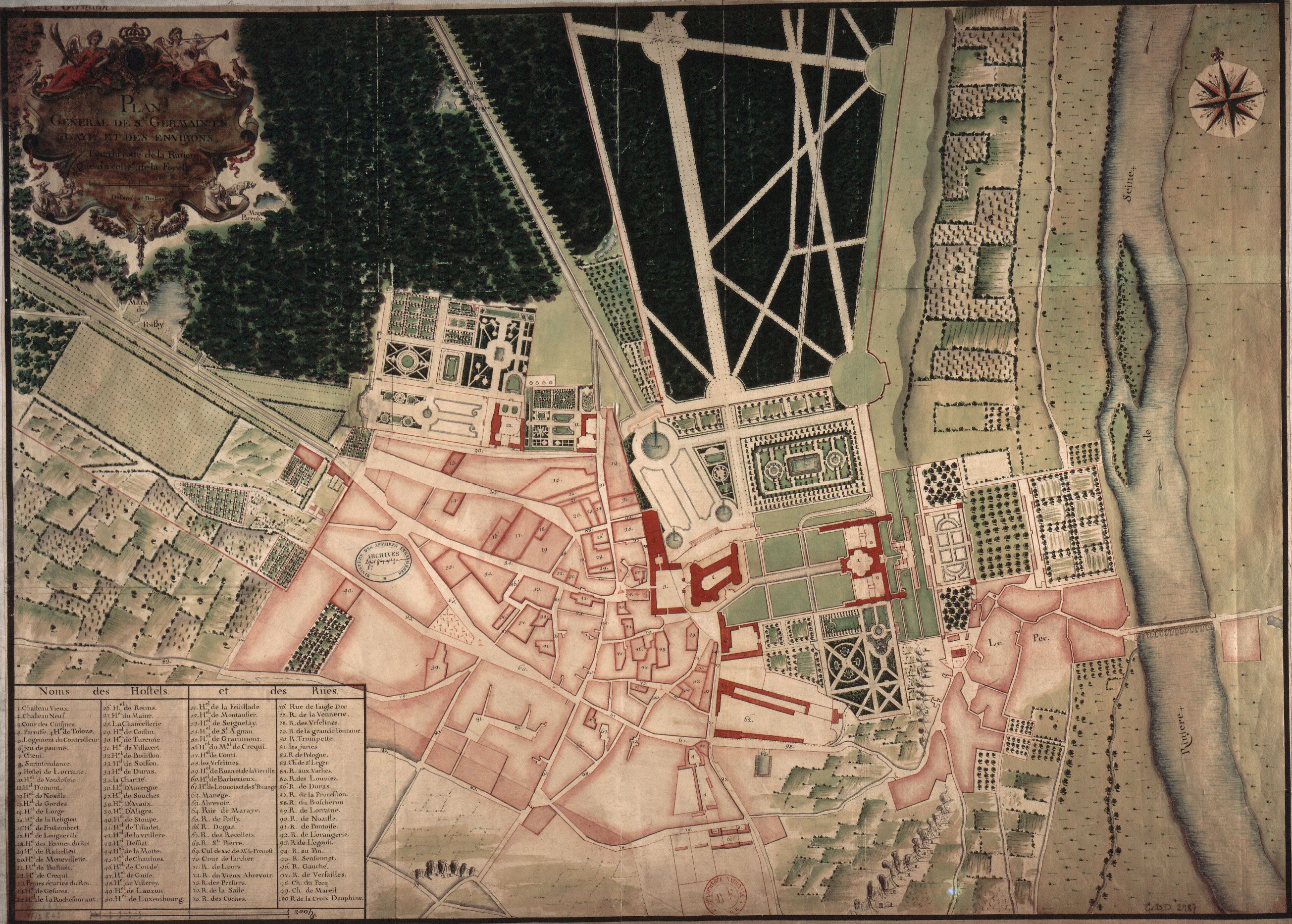
Das Schloss mit seinen Gärten und der Ort Saint-Germain-en-Laye auf einem Plan des 17. Jh. von Georges Boissaye du Bocage

Im Anschluss an die Renovierung der Innenräume ließ Ludwig XIV. durch André Le Nôtre die Grande Terrasse anlegen. Die Arbeiten dauerten im Wesentlichen bis 1672, wenngleich sie in jenem Jahr noch nicht völlig beendet waren. Die Grande Terrasse verband das Château neuf mit dem Château du Val, einem 1674 nach Plänen Jules Hardouin-Mansarts erbauten Jagdschloss im Petit Parc. Im Jahr 1680 ließ Ludwig zudem ein weiteres Gartenparterre, den sogenannten Boulingrin, eine große Fläche, die mit Rasen und Buchsbäumen bepflanzt war, anlegen.
Der Hofstaat des Sonnenkönigs war – bedingt durch seine absolutistische Politik – größer als die seiner Vorgänger, und da das Chateau neuf nicht mehr als Residenz genutzt wurde, war das Château vieux zu klein, um alle Höflinge unterbringen zu können. Ludwig XIV. beauftragte deshalb seinen Hofarchitekten Hardouin-Mansart damit, den alten Gebäudekomplex zu erweitern. Dieser versah die fünf Ecken des Schlosses von 1682 bis 1684 mit rechteckigen Pavillons, die auf ihren vier oberirdischen Etagen viel Raum für weitere Appartements boten, doch diese Umbauten waren zu jener Zeit eigentlich gar nicht mehr nötig, denn der französische Königshof war im Mai 1682 bereits in das pompöse Schloss Versailles umgezogen, das seit 1668 aus einem kleinen Jagdschloss zur Residenz ausgebaut worden war.
Das Schloss stand bis 1690 leer, ehe es in jenem Jahr wieder zu einer königlichen Residenz wurde. Es war jedoch kein französischer König, der in den Räumen Logis bezog, sondern der abgesetzte König von England, Schottland und Irland, James II., der sich gemeinsam mit seiner zweiten Frau Maria Beatrice d’Este nach Saint-Germain-en-Laye ins Exil hatte flüchten müssen. Die beiden waren das letzte königliche Paar, welches das Schloss bewohnte. 13 Jahre verbrachte James II. dort, ehe er im September 1701 starb. 1692 kam dort noch seine jüngste Tochter Louisa Maria zur Welt. Maria Beatrice d’Este starb dort 1718, und die Anlage blieb anschließend viele Jahre ungenutzt.

### Niedergang und wechselnde Nutzungen
Ludwig XVI. schenkte das baufällige Château neuf 1777 seinem Bruder Karl, dem damaligen Grafen von Artois und späteren König Karl X. Der ließ die Anlage bis 1782 abreißen, weil er dort nach den Plänen François-Joseph Bélangers ein neues Schloss erbauen wollte. Doch dieses Vorhaben wurde nie verwirklicht. Das Château neuf war zudem nicht das einzige Gebäude, das in der zweiten Hälfte des 18. Jahrhunderts niedergelegt wurde, auch die Wirtschaftsgebäude in der Vorburg des Château vieux, eine große dreiflügelige Anlage direkt westlich neben dem Schloss, wurde in jener Zeit abgerissen.
Der Boulingrin war durch seine Bepflanzung sehr pflegebedürftig und damit sehr teuer in der Unterhaltung. Um Kosten zu sparen, wurde auf seinem Gebiet im 18. Jahrhundert ein Kastanienwäldchen gepflanzt, das Quinconce genannt wurde. Auch die ehemals in ganz Frankreich berühmten, barocken Terrassengärten des Château neuf wurden zu pflegeleichten Rasenflächen umgewandelt.
Während der Französischen Revolution wurde das Schloss vom Staat konfisziert und diente ab 1793 als Gefängnis, in dem während des Terreurs unter anderem Claude Joseph Rouget de Lisle gefangen gehalten wurde. Während des Konsulats diente das Schloss als Hospital, ehe dort während des Ersten Kaiserreichs am 5. Oktober 1809 von Napoleon Bonaparte eine Kavallerieschule eingerichtet wurde. Da diese aber 1815 von Ludwig XVIII. nach Saumur verlegt wurde, dienten die Schlossgebäude während der Restauration als Kaserne; erst für britische Truppen, die nach der Schlacht bei Waterloo 1815 Saint-Germain-en-Laye besetzten, und anschließend für die französische Armee, die es vom 28. Juni 1835 bis 1855 als Militärgefängnis nutzte.
1845 wurde Saint-Germain-en-Laye durch eine Eisenbahnlinie mit Paris verbunden. Ohne auf vorhandene landschaftliche Gegebenheiten Rücksicht zu nehmen, wurden Gleise durch den Petit Parc verlegt und ein Bahnhof im Bereich des Grand Parterre erbaut. Das Bahnhofsgebäude wurde zu Beginn der 1970er Jahre wieder abgebrochen und das Parterre wiederhergestellt, doch die Gleise zerschneiden noch heute den Petit Parc.
Der Besitz wurde in der ersten Hälfte des 19. Jahrhunderts in kleinen Teilen an verschiedene private Investoren verkauft. 1837 erwarb der Unternehmer Barthelemy Plante den noch existenten Pavillon d’Henri IV. Ihm gehörte der benachbarte Neubau, in dem er ein Hotel-Restaurant gleichen Namens betrieb. Den Bau des Pavillon de la Reine kaufte 1829 der Marquis de Bléancourt. Er ließ den Besitz wieder herrichten.

### Nutzung als Museum

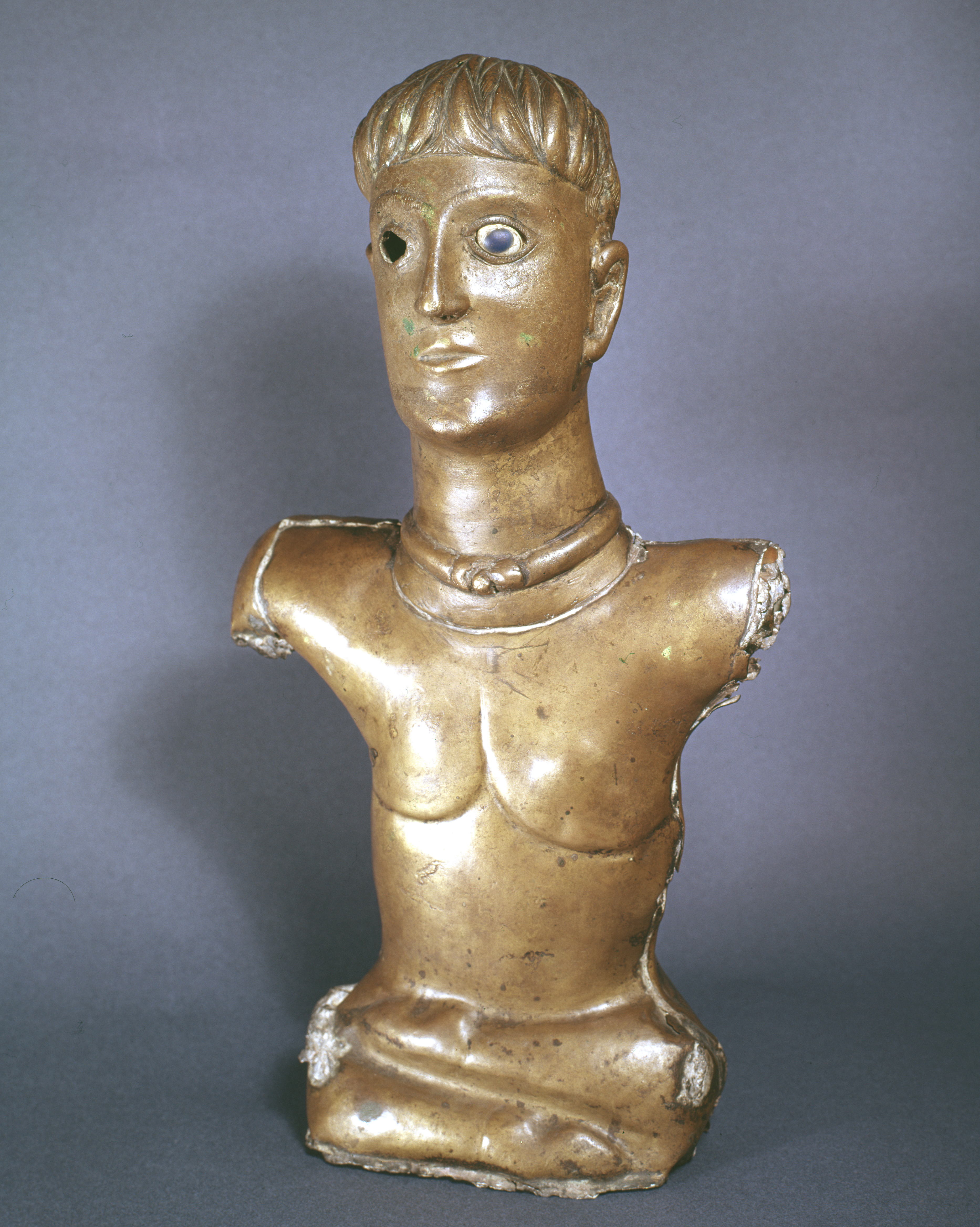
Keltische Statuette im Musée d'Archéologie nationale

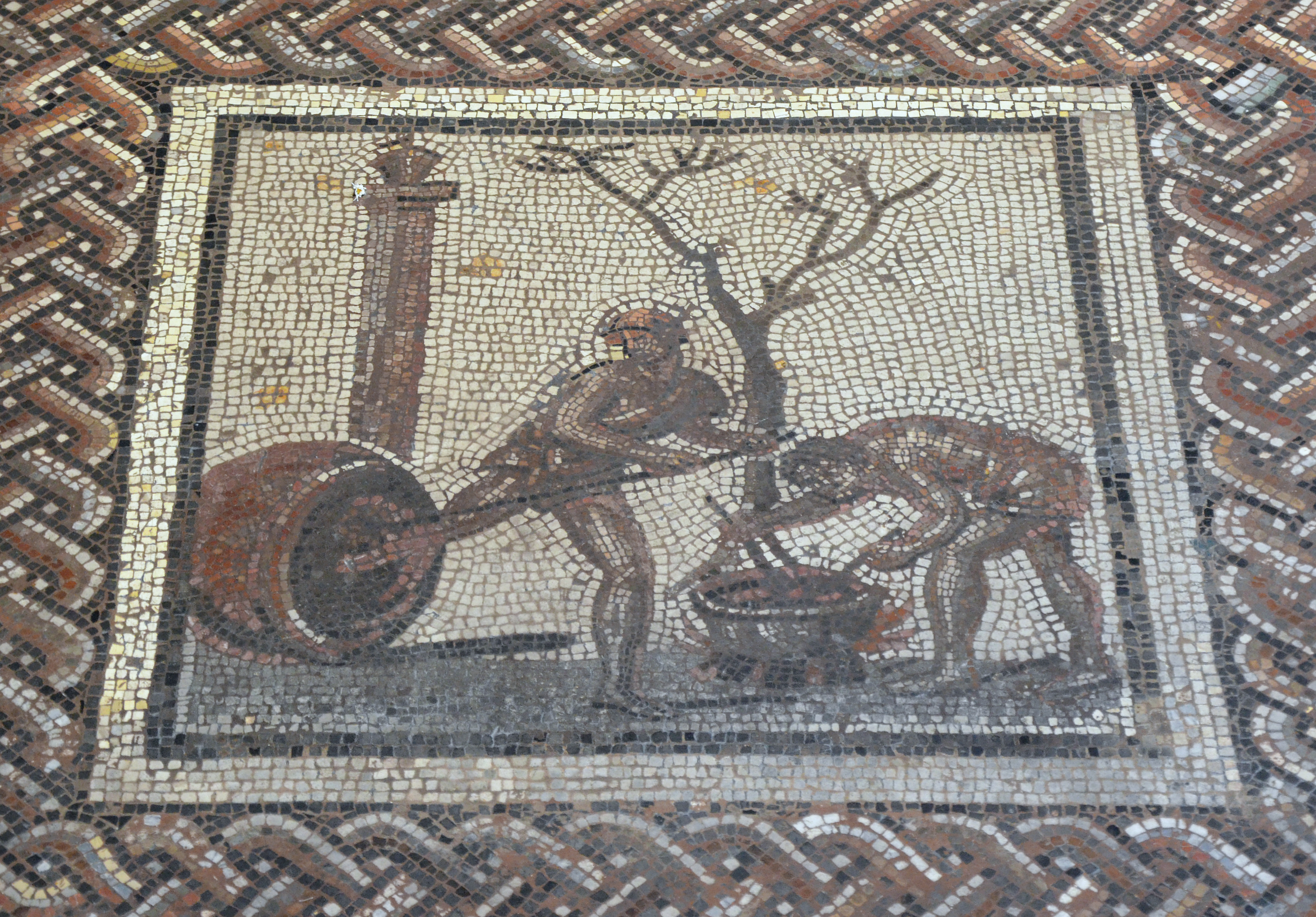
Römisches Mosaik aus Saint-Romain-en-Gal (Ausschnitt): Zwei Männer beim Pichen eines Fasses

Anlässlich eines Besuchs Königin Victorias, die das Schloss Saint-Germain-en-Laye und die Grabstätte ihres Vorgängers James II. im August 1855 besuchte, wurde die Anlage wieder dem Vergessen entrissen, und es stellte sich die Frage ihrer weiteren Nutzung. Napoleon III. wurden drei Vorschläge dazu unterbreitet. Der erste sah vor, im Schloss eine polytechnische Schule einzurichten, während der zweite Vorschlag die Nutzung der Gebäude als staatlichen Verwaltungssitz empfahl. Napoléon III. entschied sich für den dritten gemachten Vorschlag: die Einrichtung eines Musée des Antiquités celtiques et gallo-romaines.
Eugène Millet, ein Schüler Eugène Viollet-le-Ducs, wurde 1862 damit beauftragt, die alte Anlage museumsgerecht umzubauen. Millet entschied sich dafür, Zubauten und Erweiterungen abzubrechen und den Gebäudezustand des 17. Jahrhunderts nach Zeichnungen Jacques Androuet du Cerceaus und Israël Silvestres wiederherzustellen. Zeitgleich mit den ersten Bauarbeiten wurde von 1862 bis 1864 auch der barocke Garten nördlich des Château vieux und der sich daran anschließende Park restauriert und der Öffentlichkeit zugänglich gemacht. Das Museum wurde aus Anlass der Pariser Weltausstellung offiziell am 12. Mai 1867 eingeweiht, obwohl die Umbau- und Wiederherstellungsarbeiten noch bis 1907 andauerten und erst unter Honoré Daumet zum Abschluss kamen. Für die Ausstellung von 1867 wurde durch den Museumsdirektor Gabriel de Mortillet erstmals eine Nomenklatur der Perioden des Paläolithikums eingeführt, die im Wesentlichen bis heute international gültig geblieben ist.
1902 erwarb Leopold Dreyfus den Pavillon de la Reine und ließ an seinem Platz noch vor 1907 durch den Architekten Stephen Sauvestre das heutige Gebäude errichten.
Im Jahr 1919 war die Schlossanlage nach dem Ersten Weltkrieg ein weiteres Mal Schauplatz eines denkwürdigen Friedensschlusses, des Vertrags von Saint-Germain zwischen Österreich und den Alliierten.
Die bisher letzten Baumaßnahmen am Schloss fanden ab 1962 unter Kulturminister André Malraux statt, der Umbauarbeiten zur Neuorganisation der Museumsausstellung leitete. Ihren offiziellen Abschluss fanden sie im April 1976 mit der Einweihung der neuen Museumsräume. Ab 1975 wurden zudem Wiederherstellungsmaßnahmen an den barocken Gärten und dem Park des Schlosses vorgenommen, die ab 1999 eine unerwartete Fortsetzung fanden. Durch einen schweren Sturm wurden in jenem Jahr viele der im 18. Jahrhundert gepflanzten Kastanienbäume des Jardins de la Dauphine beschädigt und entwurzelt. Dieser großflächige Schaden gab den Ausschlag für den Plan, den Garten zu restaurieren und dabei seinen barocken Zustand des 17. Jahrhunderts wiederherzustellen. Im Zuge der ersten Arbeiten wurden dabei die Kastanienbäume durch die heutigen Linden ersetzt.